# Kapoun (kohout)

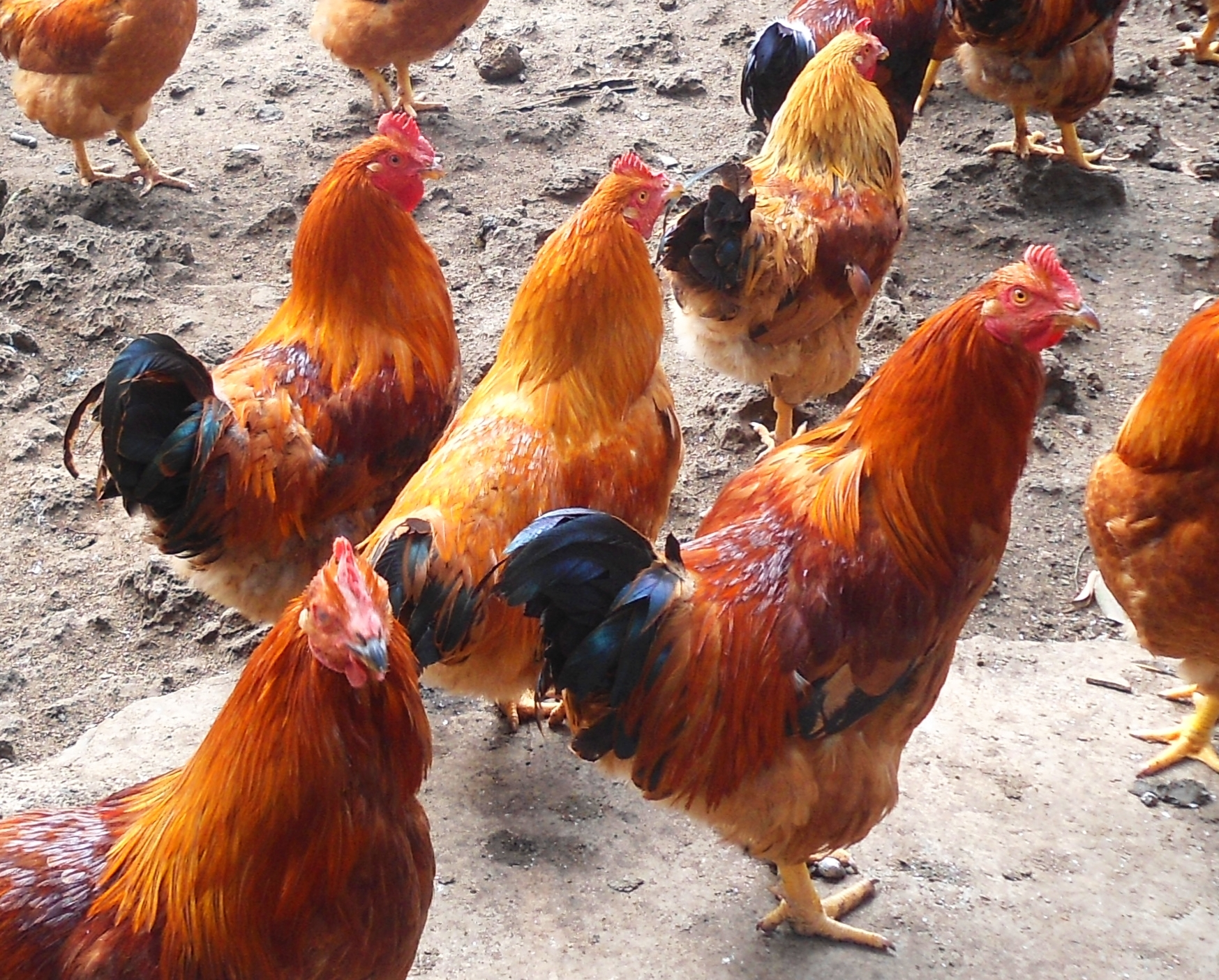
Kapouni s charakteristickou malou hlavou a hřebenem, Čína

Kapoun (z latiny cāpō) je samec kura domácího (Gallus gallus f. domestica), který byl vykastrován, ať už fyzicky nebo chemicky, aby se zlepšila kvalita jeho masa pro potravinářské účely. V některých zemích, například ve Španělsku, jsou kapouni nuceně vykrmováni.

## Dějiny
Původ kapounů je sporný. Existují důkazy o jejich existenci již ve starověké Číně, starověkém Řecku a Římě. Raný záznam o kapounech se nachází v Lex Fannia z roku 162 př. n. l. v dobách Římské republiky. Tento zákon zakazoval výkrm slepic za účelem úspory obilných dávek, takže Římané místo toho kastrovali kohouty, což vedlo ke zdvojnásobení jejich velikosti. Tato metoda se praktikovala i později ve středověku, přičemž gastronomické texty popisovaly kapouny jako preferovanou drůbež, protože běžná drůbež na dvorku byla považována za rolnické jídlo a "lidová zloba připisovala mnichům slabost pro kapouny".
Kapoun byl během středověku běžným platebním a směnným prostředkem. Zpočátku se hold často vyjadřoval v kapounech. V Itálii existoval zvyk, darovat kapouna vesnickému knězi. V Limburgu bylo také zvykem darovat kapouny kapitule jako součást každoročního holdu. Tyto kapouny konzumovali kanovníci během vánočních svátků. Kapouni byly v minulosti poměrně oblíbeným pokrmem i v Polsku. Recepty na kapouny najdeme v dochovaných dokumentech z 16. a 17. století (například dochovaný jídelní lístek profesorů Krakovské akademie z roku 1562 obsahuje mimo jiné "dušený pokrm z pěti kapounů"). Na počátku 20. století byla Francie mezinárodně proslulá udržováním silné tradice chovu kapounů s rozsáhlým a zavedeným průmyslem po celé zemi.
V Portugalsku se od roku 1706, kdy na trůn nastoupil Jan V., koná ve farnosti Fraemunde každoroční veletrh kapounů, a to 13. prosince. Ve stejnou dobu se akce koná i v italských regionech Emilia-Romagna, Toskánsko a Benátsko. Ve Španělsku se koná 19. prosince v regionu Lugo v Galicii.
William Shakespeare zmiňuje kapouny ve slavném monologu: "Celý svět je divadlo" ve své hře Jak se vám líbí, napsané kolem roku 1600. Popisuje kapouny jako potravu bohatých. Monolog popisuje lidský život, skládající se ze sedmi fází a pátou fází je muž středního věku, který dosáhl bodu, kdy získal moudrost a bohatství. Monolog popisuje pátou fázi jako: "In fair round belly, with a good capon lin'd" (v českém překladu se slovo kapoun vždy nevyskytuje, může znít například: "V kulatém bříšku tráví kuřátko", ale existuje i překlad "břich kulaťoučký vycpán kapouny") Kromě toho je jeho postava sira Johna Falstaffa popisována nebo naznačena jako osoba, která má kapouny ráda.

## Postup kastrace
Technika kastrace je dána typickou anatomií samců ptáků, kde se varlata nacházejí v retroperitoneálním prostoru, tj. na hřbetní straně vně břišní dutiny, vedle ledvin. Lokální anestetikum se volitelně aplikuje pod kůži nebo do kůže. Mezi dvěma zadními žebry (na straně páteře) se provede kožní řez, který se poté roztáhne od sebe. Obě varlata se buď odstraní jedním řezem. U velmi mladých ptáků se provádí rotačním pohybem pomocí speciálního háku. Nebo se varlata odstraní dvěma řezy, jedním v levém a druhým v pravém boku. Kůže se poté uzavře.

## Důsledky kastrace kohoutů
Kaponizace je proces, při kterém se kohout mění v kapouna. Kaponizaci lze provést chirurgickým odstraněním varlat nebo také pomocí estrogenových implantátů. U obou metod po zákroku již nejsou u zvířete normálně přítomné samčí pohlavní hormony účinné. Kaponizaci je nutné provést předtím, než kohout dospěje, aby se mohl vyvíjet bez vlivu samčích pohlavních hormonů. Kapouni nejsou tak agresivní jako normální kohouti. Díky tomu se s nimi lépe manipuluje a umožňuje to chovat je pohromadě s jinými kapouny, protože snížená agresivita snižuje riziko boje.
Nedostatek pohlavních hormonů má za následek produkci masa, které chutná méně jako zvěřina. Maso kapouna je také vláčnější, křehčí a chutnější než maso kohouta nebo slepice, což je způsobeno nejen hormonálními rozdíly během vývoje kapouna, ale také tím, že kapouni nejsou tak aktivní jako kohouti, což činí jejich maso křehčím a tučnějším.
Kapouni jsou v průmyslové produkci masa poměrně vzácní. Kuřata chovaná na maso jsou chována a odchovávána tak, aby velmi rychle dospívala. Průmyslová kuřata mohou být uvedena na trh již za pět týdnů. Kapouni produkovaní za těchto podmínek budou chutnat velmi podobně jako konvenční kuřecí maso, takže v takovém případě není nutné kaponizaci provádět.

## Specializovaná produkce

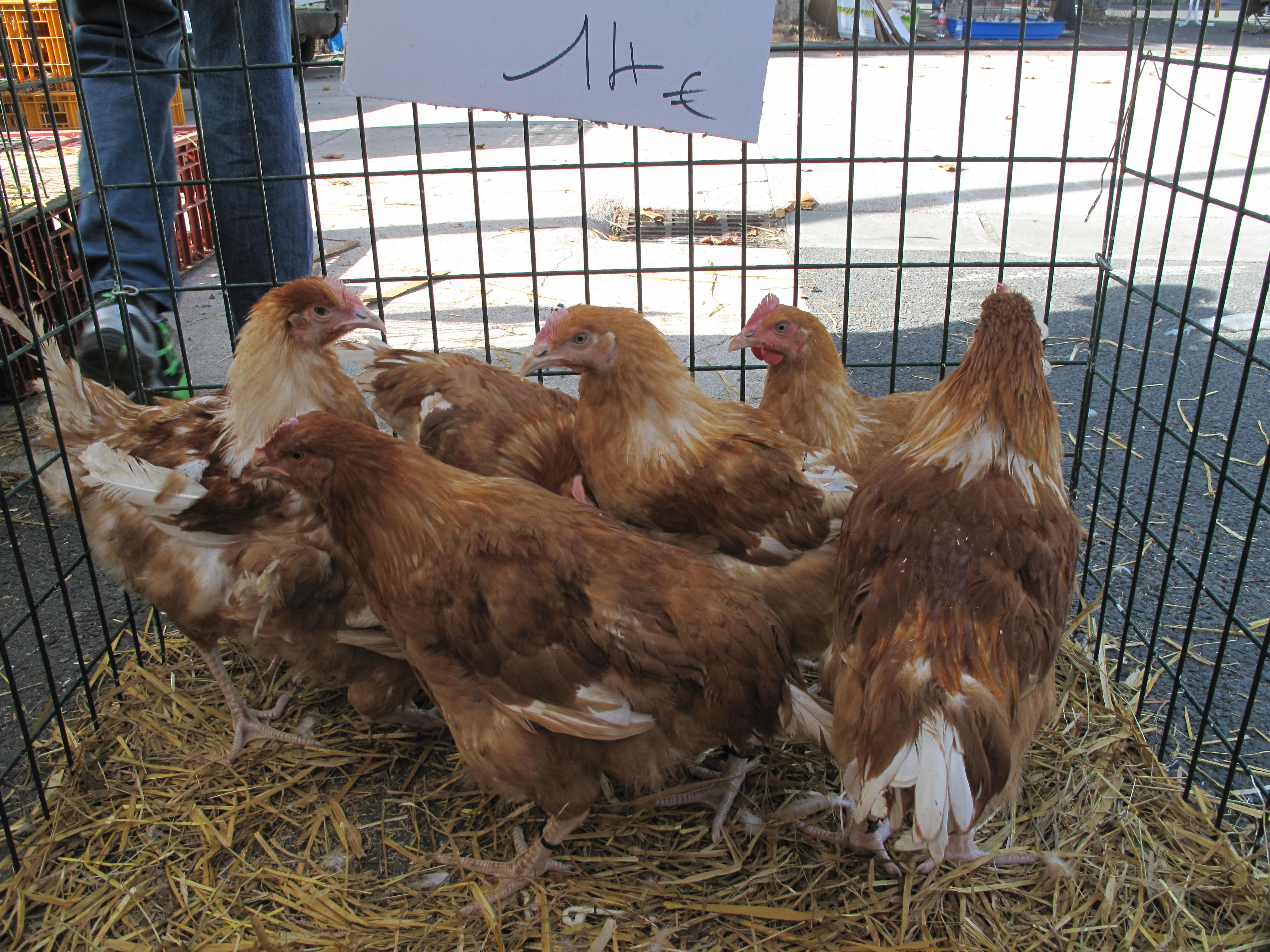
Kapouni na francouzském trhu

Kapouni jsou chováni v několika provinciích ve Francii, zejména v departmentech Gers a Jura. Chapon de Bresse je specialita z Bresse a místní kapouni jsou označeni tak, aby je bylo možné odlišit od kapounů z jiných regionů. Jsou produkováni výhradně z plemene Bresse Gauloise a krmí se speciální výživou, díky které je jejich maso ještě křehčí než maso z jiných regionů a plemen, což z nich činí žádaný artikl.
Kapouni se chovají i v mnoha regionech severní Itálie, jako je Piemont, Furlánsko-Julské Benátsko, Emilia-Romagna a Marche. Na počátku 20. století se v Toskánsku a severoitalských regionech kapouni běžně jedli jako hlavní chod o Vánocích. Pro rolnické a dělnické rodiny představovali vzácnou pochoutku.
Ve španělské kuchyni se kapouni obvykle konzumují během vánočního období v severních oblastech. Kapouni z Vilalby a Luga jsou obzvlášť známí a prodávají se po celé zemi. V Číně se kapouni často chovají speciálně pro konzumaci během čínského Nového roku.

## Legálnost kaponizace
Ve Spojeném království byla fyzická kaponizace zakázána v roce 1982 Nařízením O dobrých životních podmínkách hospodářských zvířat. Toto nařízení bylo posíleno v roce 2007 o Nařízení O mrzačení, které kastraci všech domestikovaných ptáků zakázalo. Dovoz kastrovaných zvířat není nezákonný a kapouni jsou ve Spojeném království legálně k dostání.
V Rakousku a Německu je kastrace kohoutů zakázaná od roku 2005. Během zákroku často docházelo k úhynu kohoutů. Kastrace kohoutů je zakázaná i v Nizozemsku a Belgii, ale v několika evropských zemích je povolena. Například v Itálii se ročně odchová přibližně 800 tisíc kapounů. Prodej kapounů je však povolen v celé Evropě. Podle definice Evropské unie musí být kapoun kastrován před dosažením pohlavní dospělosti a po kastraci vykrmován nejméně 77 dní.
Podle amerických směrnic z roku 1922 musí být zvířata kastrována mezi 6. a 18. týdnem věku. V 50. letech 20. století se také používala chemická kastrace s použitím estrogenových pelet vkládaných pod kůži na krku, ale tato praxe byla zakázána.

## Fotogalerie

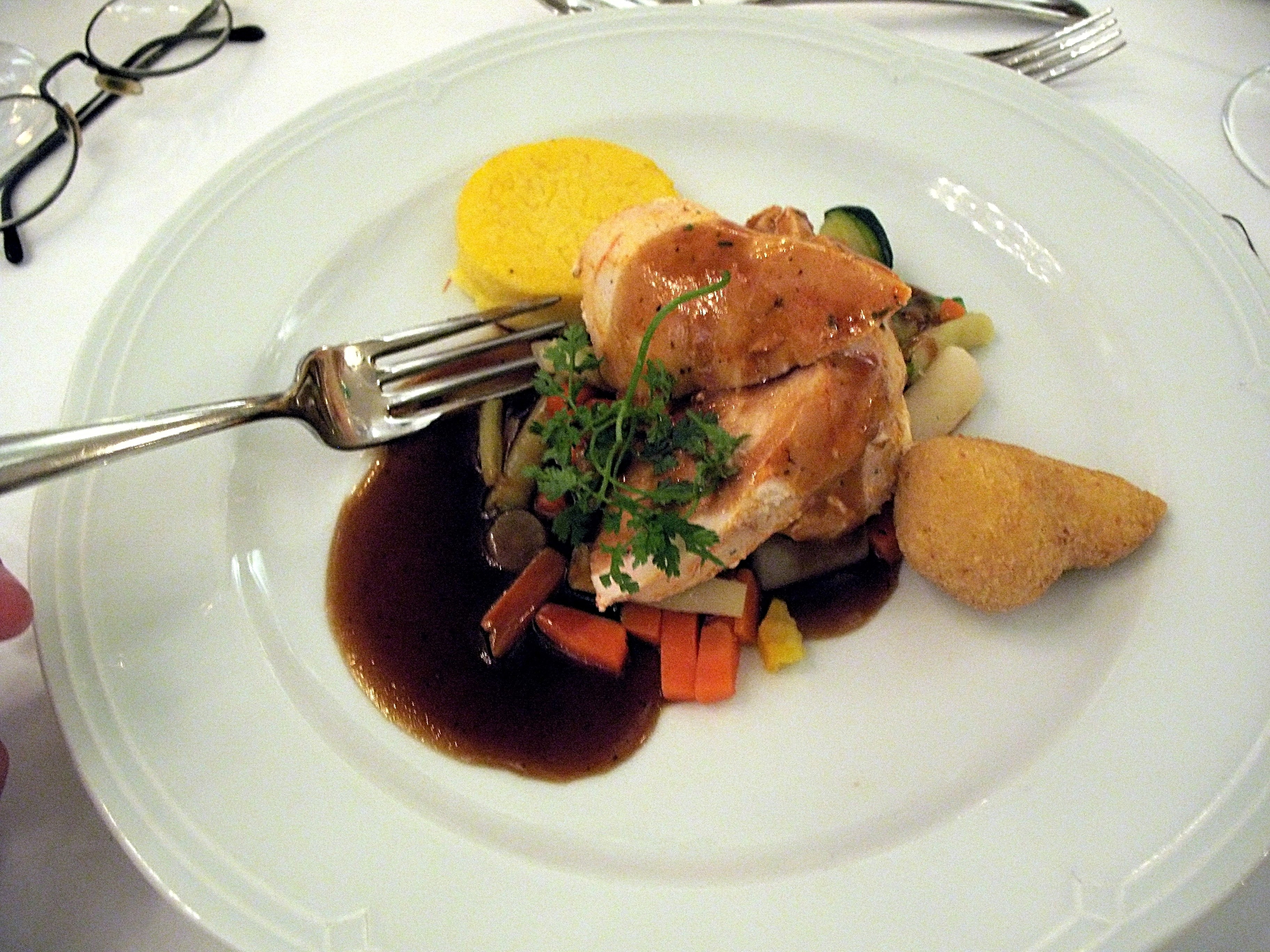
Pečená prsa kapouna s polentou a omáčkou, brambory a zeleninou, Rakousko
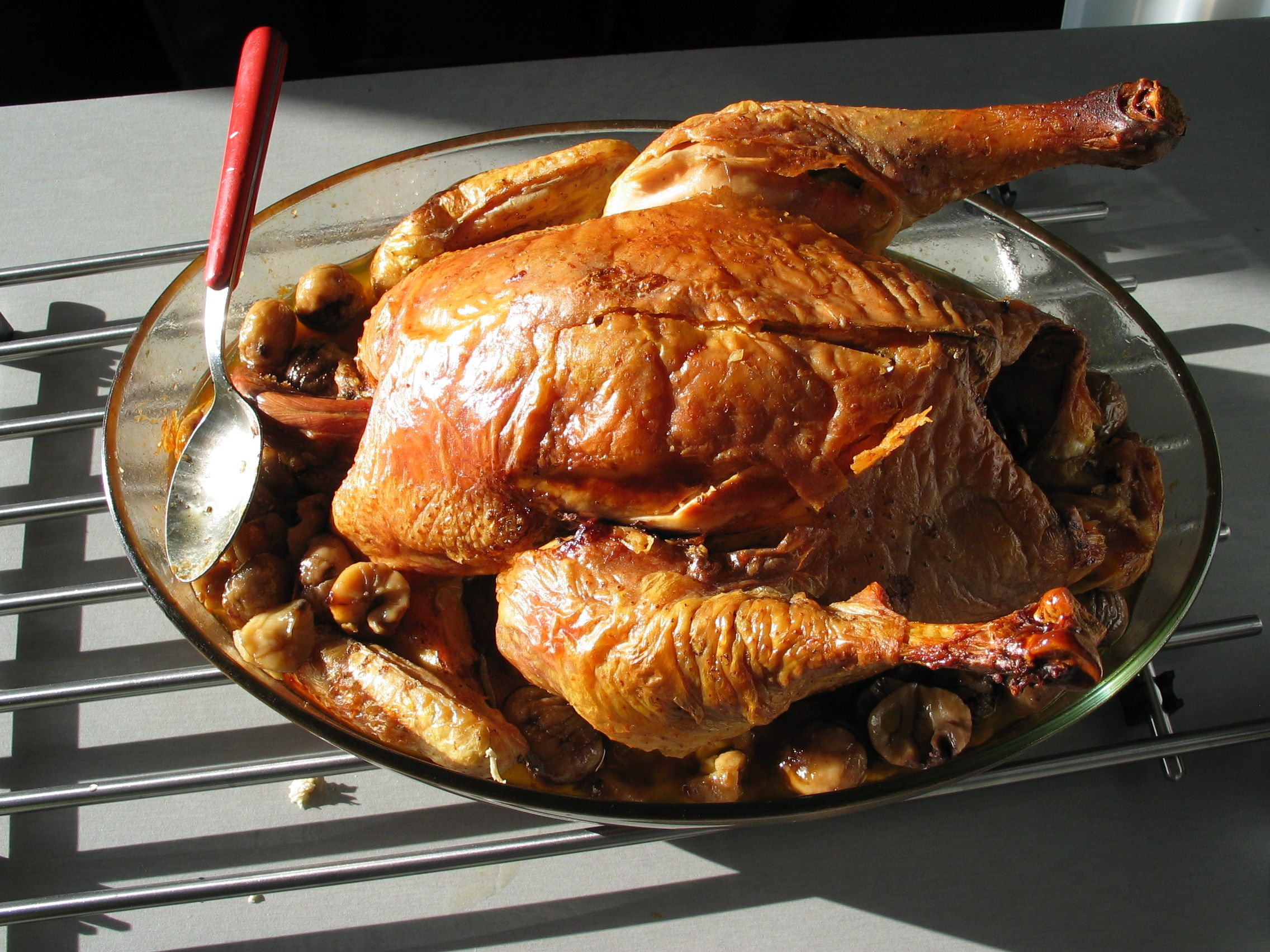
Francouzský kapoun
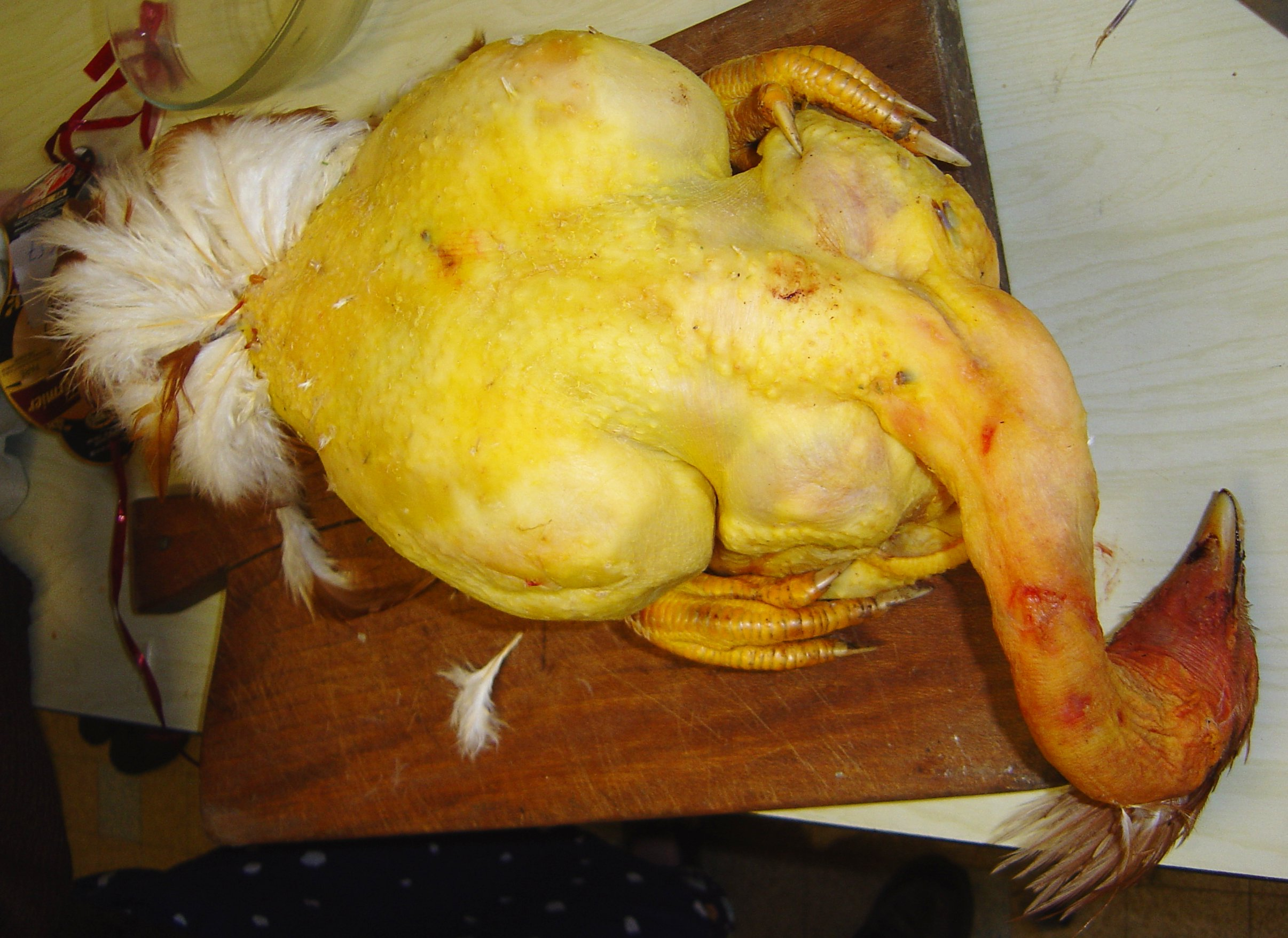
Oškubaný kapoun
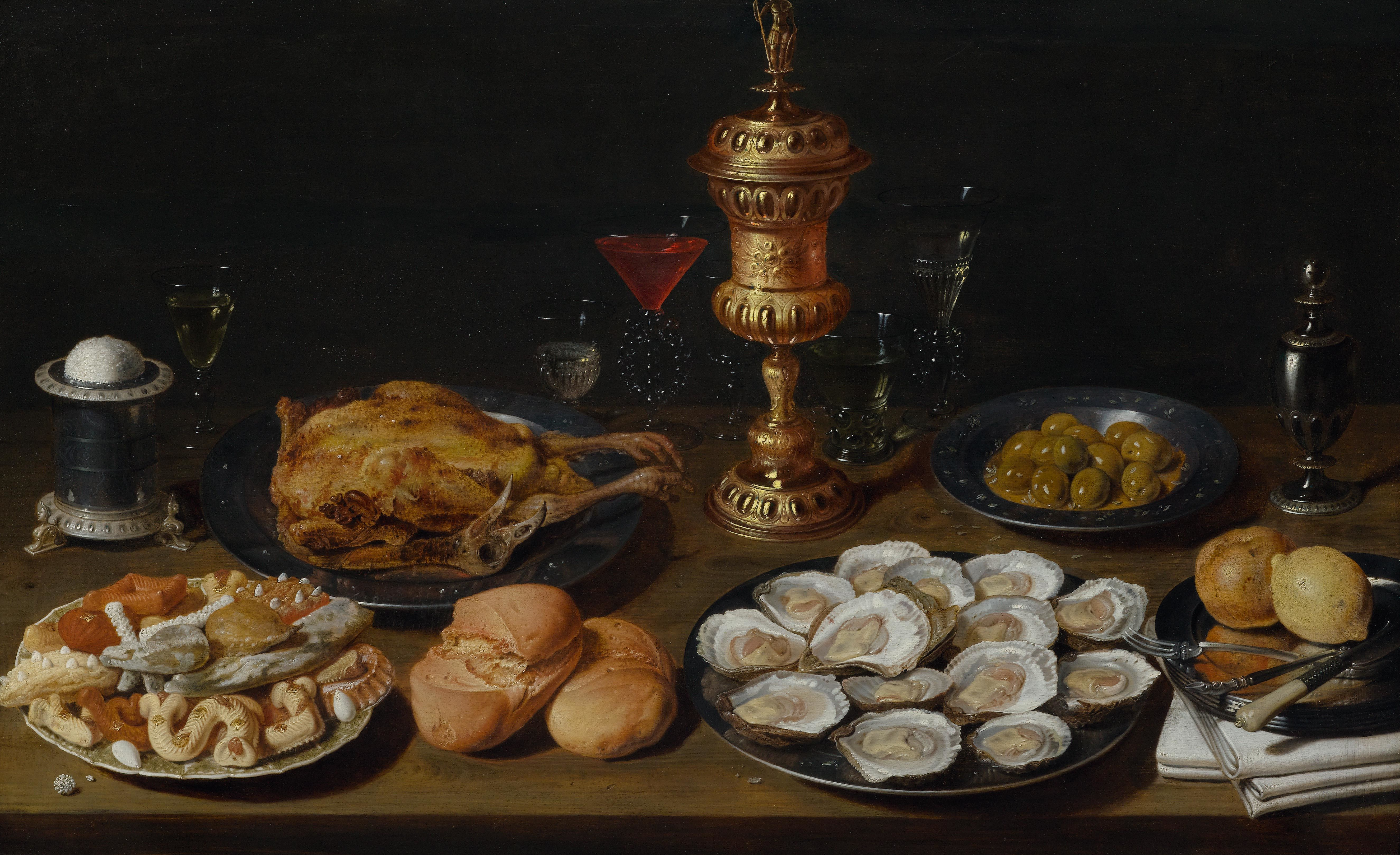
Obraz Zátiší s kapounem, ústřicemi, chlebem, pečivem, různými sklenicemi a kalichem, David Rijckaert, 1650